# ويليام بيترز
ويليام بيترز (بالإنجليزية: William Peters)‏ هو سياسي أسترالي، ولد في 15 أبريل 1903 في أستراليا، وتوفي في 21 فبراير 1978 في أستراليا. حزبياً، نشط في حزب العمال الأسترالي. وقد انتخب عضو المجلس التشريعي نيو ساوث ويلز.